# Episodi di Perry Mason (ottava stagione)
L'ottava stagione della serie televisiva Perry Mason è andata in onda negli Stati Uniti dal 24 settembre 1964 al 13 maggio 1965 sulla CBS.
| nº | Titolo originale                      | Titolo italiano             | Prima TV USA      | Prima TV Italia |
| -- | ------------------------------------- | --------------------------- | ----------------- | --------------- |
| 1  | The Case of the Missing Button        |                             | 24 settembre 1964 |                 |
| 2  | The Case of the Paper Bullets         | Proiettili di carta         | 1º ottobre 1964   |                 |
| 3  | The Case of the Scandalous Sculptor   | Uno scultore affascinante   | 8 ottobre 1964    |                 |
| 4  | The Case of the Sleepy Slayer         | Un piano diabolico          | 15 ottobre 1964   |                 |
| 5  | The Case of the Betrayed Bride        | Tradimenti                  | 22 ottobre 1964   |                 |
| 6  | The Case of the Nautical Knot         |                             | 29 ottobre 1964   |                 |
| 7  | The Case of the Bullied Bowler        | Al bowling                  | 5 novembre 1964   |                 |
| 8  | The Case of a Place Called Midnight   | Il tesoro di mezzanotte     | 12 novembre 1964  |                 |
| 9  | The Case of the Tragic Trophy         | Delitto d'autore            | 19 novembre 1964  |                 |
| 10 | The Case of the Reckless Rockhound    | Diamanti di zucchero        | 26 novembre 1964  |                 |
| 11 | The Case of the Latent Lover          | Infermità mentale           | 3 dicembre 1964   |                 |
| 12 | The Case of the Wooden Nickels        |                             | 10 dicembre 1964  |                 |
| 13 | The Case of the Blonde Bonanza        |                             | 17 dicembre 1964  |                 |
| 14 | The Case of the Ruinous Road          | La casa di Marguerite       | 31 dicembre 1964  |                 |
| 15 | The Case of the Frustrated Folksinger | Un bravo ragazzo            | 7 gennaio 1965    |                 |
| 16 | The Case of the Thermal Thief         | La collana di smeraldi      | 14 gennaio 1965   |                 |
| 17 | The Case of the Golden Venom          | Il veleno dorato            | 21 gennaio 1965   |                 |
| 18 | The Case of the Tell-Tale Tap         | Intercettazioni telefoniche | 4 febbraio 1965   |                 |
| 19 | The Case of the Feather Cloak         | Il mantello piumato         | 11 febbraio 1965  |                 |
| 20 | The Case of the Lover's Gamble        | Conferenza ad Albukerque    | 18 febbraio 1965  |                 |
| 21 | The Case of the Fatal Fetish          | Voodoo                      | 4 marzo 1965      |                 |
| 22 | The Case of the Sad Sicilian          |                             | 11 marzo 1965     |                 |
| 23 | The Case of the Murderous Mermaid     |                             | 18 marzo 1965     |                 |
| 24 | The Case of the Careless Kitten       | Un gatto in giardino        | 25 marzo 1965     |                 |
| 25 | The Case of the Deadly Debt           |                             | 1º aprile 1965    |                 |
| 26 | The Case of the Gambling Lady         | Gioco d'azzardo             | 8 aprile 1965     |                 |
| 27 | The Case of the Duplicate Case        | Scambio d'identità?         | 22 aprile 1965    |                 |
| 28 | The Case of the Grinning Gorilla      |                             | 29 aprile 1965    |                 |
| 29 | The Case of the Wrongful Writ         | Habeas corpus               | 6 maggio 1965     |                 |
| 30 | The Case of the Mischievous Doll      | Due gocce d'acqua           | 13 maggio 1965    |                 |

## The Case of the Missing Button
- Titolo originale: The Case of the Missing Button
- Diretto da: Richard Donner
- Scritto da: Jonathan Latimer

### Trama
- Guest star: Robert Riordan (avvocato di Janice), Jean Macrae (donna al motel), Lee Miller (sergente Brice), Joe Dominguez (barista), Julie Adams (Janice Blake), Ed Nelson (Dirk Blake), Claire Wilcox (Button Blake), Dee Hartford (Lois Gray), Anthony Eisley (Vince Rome), Otto Kruger (giudice Norris), Alan Baxter (Roger Gray), Lysa D'anjou (Naomi Sutherland), Mike Mazurki (Cully Barstow), Stanley Adams (Pancho Morado), David Macklin (Mike Sommers), Charles Irving (giudice), Ruth Packard (sig.ina Smithers), Pitt Herbert (medico legale), Garland Thompson (esperto di laboratorio), Dick Geary (sommozzatore)

## Proiettili di carta
- Titolo originale: The Case of the Paper Bullets
- Diretto da: Arthur Marks
- Scritto da: Jonathan Latimer

### Trama
- Guest star: John Truax (tassista), Robert Rothwell (Campaign Worker No. 1), Jack Fife (contadino), Barry Brooks (croupier), Richard Anderson (Jason Foster), Lynn Loring (Susan Foster), Patrick McVey (Harry Mardig), Jan Shepard (Margaret Foster), Melora Conway (Alma Rice), Ford Rainey (Randolph Cartwell), Arthur Space (Edgerton Cartwell), Frank Marth (Carl Rohr), Booth Colman (pubblico ministero), Stewart Moss (David Cartwell), Carl Prickett (Rufus Findley), House Peters, Jr. (tenente Jeffers), Lou Krugman (capo delle scommesse), Joel Fluellen (barista), Paul Barselou (medico legale), Jason Johnson (giudice), William Tracy (fotografo), Anne Ayars (donna reporter), Charles Stroud (impiegato di corte)

## Uno scultore affascinante
- Titolo originale: The Case of the Scandalous Sculptor
- Diretto da: Jack Arnold
- Scritto da: Philip Saltzman

### Trama
- Guest star: Ralph Manza (operaio), Ellen Atterbury (segretaria), Don Washbrook (messaggero), Frances Morris (Matron), June Lockhart (Mona Stanton Harvey), Stuart Erwin (Everett Stanton), Sue Ane Langdon (Bonnie), Sean McClory (Hannibal Harvey), Dan Tobin (Dickens), Nydia Westman (Ivy Stanton), Simon Scott (Rex Ainsley), Carlos Romero (Nonno Volente), Isabel Randolph (Lottie Porter), Willis Bouchey (giudice), Jonathan Hole (Whitey), Don Anderson (barista)

## Un piano diabolico
- Titolo originale: The Case of the Sleepy Slayer
- Diretto da: Jesse Hibbs
- Scritto da: Samuel Newman

### Trama
- Guest star: Alfred Hopson (Clark), Douglas Evans (negoziante), Gil Frye (Chef), John Rayborn (carrellista), Phyllis Hill (Rachel Gordon), Hugh Marlowe (dott. Lambert), Robert Brown (Tracey Walcott), Gigi Perreau (Phyllis Clover), John Napier (Bruce Jay), Karl Swenson (Charles Norman), Joan Tompkins (Sadie Norman), J. Edward McKinley (Harlan Farrell), Richard Hale (Abner Gordon), Morris Ankrum (giudice), William Woodson (esaminatore medico), Lee Miller (sergente Brice)

## Tradimenti
- Titolo originale: The Case of the Betrayed Bride
- Diretto da: Arthur Marks
- Scritto da: John Elliotte

### Trama
- Guest star: Grandon Rhodes (giudice), Paul Dubov (Monsieur Arnaux), Lee Miller (sergente Brice), Joey Wilcox (ragazzo), Annie Farge (Marie Claudel), Dianne Foster (Elaine Meacham), Michael Forest (Pierre Dubois), Jeanette Nolan (Nellie Meacham Dubois), Guy Stockwell (Jimmy Meacham), John Larkin (Todd Meacham), Jacques Aubuchon (Roger Brody), Neil Hamilton (Victor Billings), Robert Gormley (ufficiale)

## The Case of the Nautical Knot
- Titolo originale: The Case of the Nautical Knot
- Diretto da: Jesse Hibbs
- Scritto da: Robert Leslie Bellem

### Trama
- Guest star: Maurice Wells (capitano Vinson), Willis Robards (banchiere), Glen Vernon (Steward), Fern Barry (Esther Larson), Tom Tully (Harvey Scott), Anne Whitfield (Joanna Monford), Lisa Gaye (Pamela Blair), Arline Judge (Emmalou Schneider), Hank Brandt (Rick Scott), Barbara Bain (Elayna Scott), Mark Roberts (Ben Scott), Whit Bissell (Laurence Barlow), Francis McDonald (Peg-Leg Jasper), Lane Bradford (uomo con cavallo), Thomas Hasson (facchino), Renata Vanni (Rosa Martinez), Kenneth R. MacDonald (giudice)

## Al bowling
- Titolo originale: The Case of the Bullied Bowler
- Diretto da: Jesse Hibbs
- Scritto da: Samuel Newman

### Trama
- Guest star: Charles H. Gray (Jack Baker), John Gallaudet (giudice), William Tannen (sergente), Allan Hunt (ragazzo di Marla), Mike Connors (Joe Perry), Anne Seymour (Bonnie Mae Wilmet), Jeff Donnell (Rose Carol), Milton Selzer (dott. Max Taylor), Paul Lukather (Alan Jaris), Robert Harland (Bill Jaris), Maurice Manson (Orson Stillman), Elizabeth Harrower (Sadie Noymann), Lonnie Blackman (sig.ra Marge Kelly), Patricia Morrow (Marla Carol), Patricia George (Linda Terry)

## Il tesoro di mezzanotte
- Titolo originale: The Case of a Place Called Midnight
- Diretto da: Arthur Marks
- Scritto da: Jackson Gillis

### Trama
Frederic Ralston, tenente, è innamorato della cantante Greta Koning. Mentre si trova in un locale, in Svizzera, dove canta Greta, ha un litigio con il capitano Joe Farrell. Questi da tempo cerca un tesoro nazista disperso, che si dice nascosto nel 'lago di mezzanotte'. Si dice che il dottor Kleinman sia sulle tracce del tesoro. Joe Farrell ha una informazione che Juan Carlos Ramirez, collegato a Kleinman, è a Mitternacht (che in tedesco significa mezzanotte) e si convince che il dottor Kleinman sia sul punto di trovare il tesoro. Perry Mason va a Mitternacht per salutare Frederic, essendo un vecchio amico della famiglia Ralston. Qui incontra Greta e insieme vanno nella stanza di Frederic, dove trovano Joe Farrell morto e Frederic con una pistola in mano.
- Guest star: Werner Reichow (meccanico), Jan Arvan (impiegato della banca), Ike Ivarsen (marinaio svedese), Charles Stroud (poliziotto), Gerald Mohr (Alan Durfee), Harry Townes (colonnello Owens), Robert Emhardt (Frank Appleton), Werner Klemperer (Hurt), Eddie Firestone (Phil Morton), Susanne Cramer (Greta Koning), Fred Vincent (Frederic Ralston), Robert Cornthwaite (Duval), Jim Davis (Joe Farrell), Ivan Triesault (dott. Kleinman), Eva Soreny (Madame Jurgen), Peter Mamakos (Juan Carlos Ramirez), Monique Lemaire (hostess), Peter Hellman (Max), Jean Bartel (Helga), Will J. White (sergente), Ken Willer (giocoliere)

## Delitto d'autore
- Titolo originale: The Case of the Tragic Trophy
- Diretto da: Richard Donner
- Scritto da: Mann Rubin

### Trama
- Guest star: Charles McDaniel (reporter), Alex Bookston (reporter), Russ Whiteman (cineoperatore), Jack Swanson (cineoperatore), Richard Carlson (Anthony Fry), Paul Stewart (J. J. Pennington), Constance Towers (Joanne Pennington), Patricia Huston (Lydia Lawrence), John Fiedler (Howard Stark), George Brenlin (Coley Barnes), Mimsy Farmer (Kathy Anders), Kenneth R. MacDonald (giudice), Alvin Childress (custode), Reed Hadley (esaminatore medico), Robert Bice (uomo in uniforme), Walter Mathews (reporter), E.J. Andre (farmacista), Bobby Johnson (Red Cap)

## Diamanti di zucchero
- Titolo originale: The Case of the Reckless Rockhound
- Diretto da: Jesse Hibbs
- Scritto da: Robb White

### Trama
- Guest star: Ralph Moody (Jenkins), Lenore Shanewise (sig.ra Munger), Nick Nicholson (sergente di polizia), Robert C. Gormley (guardia), Audrey Totter (Reba Burgess), Bruce Bennett (Malone), Elisha Cook, Jr. (Reelin' Pete), Ben Johnson (Kelly), Doug Lambert (Kinder), Jeff Corey (Carl Bascom), Donald Buka (Clark), Ted de Corsia (Polek), Roy Barcroft (Murphy), Harry Stanton (giudice)

## Infermità mentale
- Titolo originale: The Case of the Latent Lover
- Diretto da: Jesse Hibbs
- Scritto da: Samuel Newman

### Trama
- Guest star: Henry Travis (spettatore), Olan Soule (impiegato di corte), Robert J. Stevenson (ufficiale di polizia), Richard Reeves (tassista), Lloyd Bochner (Eric Pollard), Jason Evers (Roy Galen), John Lasell (Dean Franklin), Gilbert Green (Harlan Talbot), Marian McCargo (Sibyll Pollard), Charlotte Fletcher (Aimee Wynne), Douglas Dumbrille (giudice Robert Adler), Alexander Lockwood (medico autoptico), Armand Harrison (Nat Rudick), Emory Parnell (Leo Mann), John Matthews (dott. Richard Jenkins), Charles Irving (giudice), Harold Gould (Lawrence West), Patricia Joyce (spettatore)

## The Case of the Wooden Nickels
- Titolo originale: The Case of the Wooden Nickels
- Diretto da: Arthur Marks
- Scritto da: Jonathan Latimer

### Trama
- Guest star: Sherwood Keith (curatore del museo), Vera Marshe (donna Apartment Manager), Karen Norris (Matron), Thomas Freebairn-Smith (impiegato dell'hotel), Will Kuluva (Homer Doubleday), Phyllis Love (Minerva Doubleday), Nancy Berg (Vivian Norman), Murray Matheson (Howard Hopkins), Walter Burke (Jerry Kelso), Berry Kroeger (Rexford Wyler), Jack Betts (George Parsons), Grandon Rhodes (giudice), Penny O'Donnell (ragazza delle sigarette), Lee Miller (sergente Brice)

## The Case of the Blonde Bonanza
- Titolo originale: The Case of the Blonde Bonanza
- Diretto da: Arthur Marks
- Scritto da: Jackson Gillis

### Trama
- Guest star: Larry J. Blake (agente in borghese), John Gallaudet (giudice), Len Hendry (ufficiale di polizia), Jack Pepper (cameriere), Mary Ann Mobley (Dianne Adler), Michael Constantine (Dillard), Bruce Gordon (Winlock), Vaughn Taylor (Montrose Foster), Paul Gilbert (Harrison Boring), Ruth Warrick (sig.ra Winlock), Jonathan Lippe (Marvin Palmer), Jim Henaghan (ragazzo delle consegne)

## La casa di Marguerite
- Titolo originale: The Case of the Ruinous Road
- Diretto da: Jesse Hibbs
- Scritto da: Esther Mitchell e Robert Mitchell

### Trama
- Guest star: Willis Bouchey (giudice), Bert Freed (Joe Marshall), Patricia Joyce (segretaria), Frankie Darro (messaggero), Grant Williams (Quincy Davis), Barton MacLane (Archer Osmond), Joan Blackman (Hilary Gray), Allen Case (Adam Conrad), John Howard (Harley Leonard), Meg Wyllie (Marguerite Keith), Les Tremayne (Ed Pierce), Lee Miller (sergente Brice)

## Un bravo ragazzo
- Titolo originale: The Case of the Frustrated Folksinger
- Diretto da: Arthur Marks
- Scritto da: John Elliotte

### Trama
Amy Jo Jennings è appena arrivata a Los Angeles dal Tennessee perché intende diventare una cantante. Viene accolta nel locale di Jazbo Williams (un folk club) ed è corteggiata, con scarso successo, da Lester Crawford, che la ha seguita dal Tennessee. Amy ha ereditato dai genitori la quota di maggioranza di una società farmaceutica, di cui il procuratore è Perry Mason. Ma Amy non sembra interessata alla società farmaceutica e tutta presa e compresa dalla sua carriera di cantante accetta di firmare un contratto con Harry Bronson, agente procuratore. Harry Bronson è in contrasto con la moglie, che spende tutti i suoi soldi e con Al Siebring a cui deve una somma ingente. Durante una festa, a cui è presente anche Amy, viene ucciso. La mattina dopo tutti i giornali parlano dell'omicidio e Amy è scomparsa. Perry Mason decide di entrare in azione.
- Guest star: Bebe Kelly (starlet), Eddie Hanley (fotografo), Bess Flowers (donna at Party), Linda Burton (starlet), Gary Crosby (Jazbo Williams), Bonnie Jones (Amy Jo Jennings), Mark Goddard (Lester Crawford), Robert H. Harris (Harry Bronson), Richard Garland (Lionel Albright), Joyce Meadows (Audrey Stemple), John Considine (Chris Thompson), Leonard Stone (Al Siebring), Gale Robbins (Evelyn Bronson), Lee Meriwether (Natalie Graham), S. John Launer (giudice), Sidney Clute (tassista), Christopher Riordan (giovane al party)

## La collana di smeraldi
- Titolo originale: The Case of the Thermal Thief
- Diretto da: Jack Arnold
- Scritto da: Robert C. Dennis

### Trama
- Guest star: Harlan Warde (agente di polizia in ufficio), Don Lynch (ufficiale), Lee Miller (sergente Brice), Joan Sudlow (Stella (Maid), Barry Sullivan (Kenneth W. Kramer), Bettye Ackerman (Amy Reid), Burt Metcalfe (Jeff Mills), Kathie Browne (Lona Upton), Robert Strauss (Pete Kamboly), Richard Eastham (Roland Canfield), Nina Shipman (Maxine Nichols), Joyce Van Patten (Fay Gilmer), Noel Drayton (sig. Costelni), Dick Whittinghill (barista), Irene Martin (ragazza), Mimi Dillard (ragazza), Mark Tapscott (ufficiale), John Hart (Dion Reid), S. John Launer (giudice)

## Il veleno dorato
- Titolo originale: The Case of the Golden Venom
- Diretto da: Jesse Hibbs
- Scritto da: Jackson Gillis

### Trama
- Guest star: Arthur Malet (Ralph Day), Mort Mills (sergente Ben Landro), Kenneth R. MacDonald (giudice), Cal Bartlett (Joe Sullivan), Lee Philips (Kevin Lawrence), Noah Beery Jr. (Tony Claus), Frances Reid (Lucille Forrest), Carole Wells (Mirna Lawrence), Frank Ferguson (Walter Coffee), Richard Reinauer (dottore)

## Intercettazioni telefoniche
- Titolo originale: The Case of the Tell-Tale Tap
- Diretto da: Arthur Marks
- Scritto da: Samuel Newman

### Trama
- Guest star: William Allyn (Elliot Forrest), Parley Baer (Ian Jarvis), Lester Dorr (barista), S. John Launer (giudice), Linden Chiles (Clyde Darrell), Roland Winters (Archer Bryant), Jeanne Bal (Vera Wynne), H. M. Wynant (Glen Holman), Indus Arthur (Nancy Bryant), Seamon Glass (Karl Lewis)

## Il mantello piumato
- Titolo originale: The Case of the Feather Cloak
- Diretto da: Jesse Hibbs
- Scritto da: Jonathan Latimer

### Trama
- Guest star: Thomas Carlisle (surfer), Bob Okazaki (proprietario del Pet Shop), Diane Swanson (ragazza), Steven Blair (surfer), Jon Hall (tenente Kia), David Opatoshu (Gustave Heller), John van Dreelen (Jarvis Logan), Michael Dante (Douglas Kelland), Wende Wagner (Anona Gilbert), James Frawley (procuratore distrettuale Alvarez), Miriam Goldina (zia Hilo), Joyce Jameson (Dolly Jameson), Keye Luke (Choy), Anthony Scott (Jon Kakai), Tom Palmer (avvocato Roberts), Arthur Wong (giudice Kee), Gunilla Hutton (ragazza)

## Conferenza ad Albukerque
- Titolo originale: The Case of the Lover's Gamble
- Diretto da: Harry Harris
- Scritto da: Jackson Gillis

### Trama
Philip Stark, critico d'arte, e la moglie Frances Stark hanno un incidente d'auto nel quale Frances resta menomata. Philip offre ad una sua allieva, Betty Kaster aspirante pittrice, di venire a vivere nella sua casa per studiare e accudire Frances. Betty comincia a sospettare che Philip voglia uccidere Frances che ha appena ereditato una grossa somma. Quando Philip, che ha una relazione con Jill Fenwick, viene ucciso Betty viene accusata del delitto.
- Guest star: Orville Sherman (sig. Link), Richard Reeves (camionista), John Cliff (conducente del bus), Robert Hernandez (strillone), Elizabeth Perry (Estelle Mabury), Harold Peary (Freddy Fell), Margaret Blye (Betty Kaster), Donald Murphy (dott. Philip Stark), Joan O'Brien (Jill Fenwick), Roy Roberts (Henry Thomas), June Dayton (Frances Stark), Linda Leighton (Sarah Thomas), Grandon Rhodes (giudice), Hal Baylor (camionista), Minerva Urecal (Martha Glenhorn), Barbara Perry (estetista), Lee Miller (sergente Brice)

## Voodoo
- Titolo originale: The Case of the Fatal Fetish
- Diretto da: Charles R. Rondeau
- Scritto da: Samuel Newman

### Trama
- Guest star: Douglas Evans (magistrato), Robert Chadwick (poliziotto), Wilda Taylor (coreografo), Brenda Howard (infermiera), Fay Wray (Mignon Germaine), Karen Steele (Carina Wileen), Alan Hewitt (Curt Ordway), Gary Collins (Larry Germaine), Lynn Bari (Ruth Duncan), Douglas Kennedy (Brady Duncan), Erin Leigh (Agnes Fanchon), Richard Devon (Neil Howard), James Griffith (Jack Randall), John Gallaudet (giudice Penner), William Keene (sig. Kenneth), John Francis (maestro di cerimonie)

## The Case of the Sad Sicilian
- Titolo originale: The Case of the Sad Sicilian
- Diretto da: Jesse Hibbs
- Scritto da: Milton Krims

### Trama
- Guest star: Dort Clark (agente di polizia in ufficio), Tommy Cook (Joe), Patricia Joyce (donna cliente), Alexander Lockwood (medico legale), Fabrizio Mioni (Paulo Porro), Anthony Caruso (Enrico Bacio), Nico Minardos (Giangiacomo), Paul Comi (padre Reggiani), Rudy Solari (Massimo Bacio), Dabbs Greer (Dodson), Margo (Serafina), Linda Marsh (Elizabeth Bacio), Charles La Torre (zio Fiastri), Charles Irving (giudice), Jack LaRue (proprietario del cafè)

## The Case of the Murderous Mermaid
- Titolo originale: The Case of the Murderous Mermaid
- Diretto da: Robert Sparr
- Scritto da: Mann Rubin

### Trama
- Guest star: Jack Carol (reporter), Richard St. John (Patron), Maurice Wells (uomo), John Ward (reporter), Patrice Wymore (Victoria Dawn), Bill Williams (Charles Shaw), Jean Hale (Reggie Lansfield), Jess Barker (Doug Hamilton), Richard Erdman (Ben Lucas), Lee Bergere (dott. George Devlin), Nan Leslie (Lillian Keely), Ron Kennedy (infermiere), Barry Brooks (uomo)

## Un gatto in giardino
- Titolo originale: The Case of the Careless Kitten
- Diretto da: Vincent McEveety
- Scritto da: Erle Stanley Gardner

### Trama
- Guest star: Percy Helton (impiegato dell'hotel), Francis DeSales (dottore), Lee Miller (sergente Brice), Raymond Guth (veterinario), Louise Latham (Matilda Shore), Lloyd Corrigan (Gerald Shore), Allan Melvin (Thomas Link), Julie Sommars (Helen Kendall), Alan Reed, Jr. (Frank Templar), Hedley Mattingly (Cosmo), Christopher Riordan (giurato)

## The Case of the Deadly Debt
- Titolo originale: The Case of the Deadly Debt
- Diretto da: Jesse Hibbs
- Scritto da: Robert C. Dennis

### Trama
- Guest star: Alex Bookston (capostazione), Emile Meyer (Ed Talbert), Johnny Silver (Eddie), Lee Miller (sergente Brice), Chris Robinson (Carl Talbert), Joe De Santis (Louie Parker), Gregory Morton (Steve Radom), Joan Huntington (Kitty Delany), Max Showalter (Charles Judd), Robert Quarry (Danny Talbert), Allison Hayes (Stella Radom), Sheila Bromley (sig.ra Talbert), Willis Bouchey (giudice), Madgel Dean (sig.ra Johnson), Jimmy Cross (cameriere in hotel)

## Gioco d'azzardo
- Titolo originale: The Case of the Gambling Lady
- Diretto da: Richard D. Donner
- Scritto da: Jonathan Latimer

### Trama
Peter Warren ha una azienda che fornisce fiche ai casinò del Nevada. La moglie Myrna, da cui sta divorziando, ha il vizio del gioco ed è coinvolta in una truffa con l'uso di fiche contraffatte. Quando Myrna viene uccisa, Peter viene accusato dell'omicidio.
- Guest star: Bebe Kelly (Cocktail Waitress), Pitt Herbert (medico legale), Adair Jameson (cassiere), Pepper Curtis (segretaria), Peter Breck (Peter Warren), Ruta Lee (Irene Prentice), Myrna Fahey (Myrna Warren), Benny Baker (Jerome Bentley), Kevin Hagen (Jacob Leonard), John Rayner (Ned Beaumont), Dan Seymour (croupier), Harry Holcombe (sig. Big), Kenneth R. MacDonald (giudice), Willis Robards (uomo d'affari), Jesse White (Tony Cerro)

## Scambio d'identità?
- Titolo originale: The Case of the Duplicate Case
- Diretto da: James Goldstone
- Scritto da: Philip Saltzman

### Trama
- Guest star: Robert Nelson (detective), Irene Anders (addetto all'ascensore), Gil Frye (tecnico), Don Lynch (poliziotto), Don Dubbins (Burt Blair), Martin West (Herbert Cornwall), Susan Bay (Millie Cornwall), Steve Ihnat (Charlie Parks), David Lewis (A. K. Dudley), Herb Voland (Ernest Hill), Audrey Larkins (sig.ina Dahlbet), Dave Willock (barista), Douglas Dumbrille (giudice), Larry Barton (tecnico)

## The Case of the Grinning Gorilla
- Titolo originale: The Case of the Grinning Gorilla
- Diretto da: Jesse Hibbs
- Scritto da: Jackson Gillis

### Trama
- Guest star: Tommy Farrell (Jefferson), Jim Boles (Estate Guard), Ted Stanhope (cameriere), True Boardman (attendente dell'archivio), Victor Buono (Nathon Fallon), Janos Prohaska (Gorilla), Charlene Holt (Helen Cadmus), Robert Colbert (F.A. Snell), Lurene Tuttle (Josephine Kempton), Gavin MacLeod (Mortimer Hershey), Bartlett Robinson (Sydney Hardwick), Harvey Stephens (Benjamin Addicks), Robert Foulk (sergente Deputy), Charles Stroud (uomo degli animali)

## Habeas corpus
- Titolo originale: The Case of the Wrongful Writ
- Diretto da: Richard Kinon
- Scritto da: Samuel Newman

### Trama
- Guest star: Nobu McCarthy (Sally Choshi), Henry Beckman (Albert King), Bill Zuckert (giudice Simpson), Francine York (Ursula Quigley), James Shigeta (Ward Toyama), Philip Abbott (Harry Grant), Peter Whitney (capitano Otto Varnum), Bobby Troup (Smitty), Katherine Squire (Esther Norden), Douglas Henderson (Frank Jones), Douglas Evans (giudice)

## Due gocce d'acqua
- Titolo originale: The Case of the Mischievous Doll
- Diretto da: Jesse Hibbs
- Scritto da: Jackson Gillis

### Trama
Dorrie Ambler (sosia dell'ereditiera Minerva Minden) si rivolge a Perry Mason dicendo di essere stata ingaggiata da Joe Billings per impersonare Minerva a sua insaputa. Viene poi però coinvolta (e accusata) nell'omicidio di Billing.
- Guest star: Alan Fordney (astante), Holly Harris (astante), Jack Fife (uomo all'aeroporto), Phil Harron (tassista), Ben Cooper (Jasper), Mary Mitchel (Dorrie Ambler / Minerva Minden), Allyson Ames (Rita Jasper), Marge Redmond (Henrietta Hull), Paul Lambert (Del Compton), Phil Arthur (Del Compton), Kenneth R. MacDonald (giudice), Charles Martin (giudice), Stanley Clements (tassista), Byron Foulger (impiegato dell'aeroporto), William Boyett (sergente di polizia), Lee Miller (sergente Brice), Ann Staunton (donna all'aeroporto)